# Doire (Fluss)
Die Doire ist ein Fluss in Frankreich, der im Département Cantal in der Region Auvergne-Rhône-Alpes verläuft. Sie entspringt im Bergland Monts du Cantal, an der Südwestflanke des Puy de Bassierou (1444 m) im südöstlichen Gemeindegebiet von Saint-Projet-de-Salers, entwässert generell Richtung West, teilweise durch den Regionalen Naturpark Volcans d’Auvergne, und mündet nach rund 26 Kilometern an der Gemeindegrenze von Saint-Cirgues-de-Malbert und Saint-Illide als linker Nebenfluss in die Bertrande.

## Orte am Fluss
(Reihenfolge in Fließrichtung)
- Col de Legal, Gemeinde Saint-Projet-de-Salers
- Le Rieu, Gemeinde Girgols
- Tournemire
- Saint-Cernin
- Saint-Cirgues-de-Malbert